# Yeitso
Yeitso var i mytologin hos navajoindianerna i Nordamerika en människoätande jätte som besegrades av tvillingarna Nagenatzani och Thobadestchin.